# Кружево

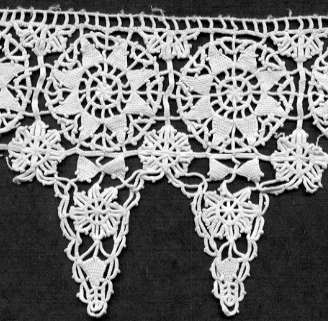
Ретичелла

Кру́жево — текстильное изделие, не имеющее тканой основы, с орнаментальным оформлением (ажурным узором), образующимся за счёт переплетения нитей в определенном порядке; имеет декоративное назначение. Используется в оформлении одежды (воротники, манжеты, женское нижнее бельё); изделие может быть целиком изготовлено из кружева: платье, блуза, шаль, пелерина, шарфик, перчатки, накидка. Кружева широко применяют в оформлении интерьера: в виде декоративных панно, скатертей, занавесок, постельного белья (подушки, покрывала), салфеток и подстаканников; ранее кружево применялось для изготовления дамских вееров. Кружевоплетение является одним из видов декоративно-прикладного искусства и народного художественного промысла (ремесла). Кружево выполняют вручную: иглой (шитое), с помощью коклюшек (плетёное), крючком или спицами (вязаное); или на машинах.

## История

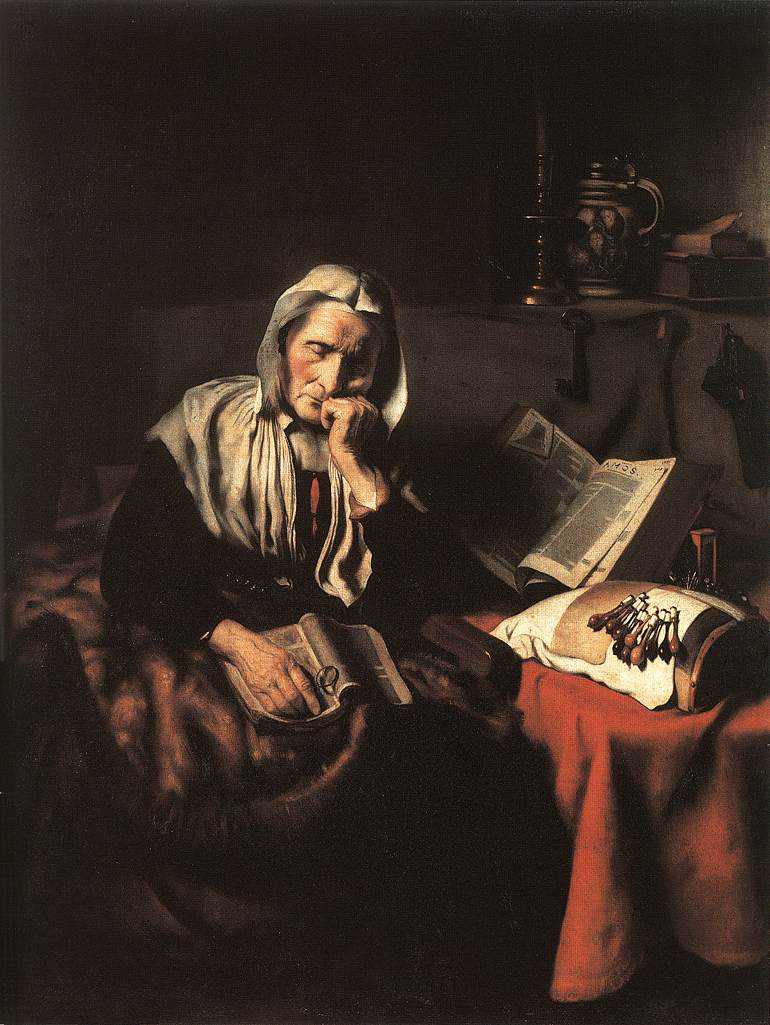
Спящая кружевница. Николас Маес, Голландия, 1656

В Западной Европе кружево появилось на рубеже XV и XVI веков, его родиной считается Италия. Развившись из ажурной вышивки, выполнявшейся по полотну с частично выдернутыми нитями основы и утка. В полотне квадраты, образованные продернутыми нитями, окружались полотном с непродернутыми нитями, таким образом создавалась сетка, в границах которой и выполнялся ажурный узор. Цельные части полотна обмётывались петельным швом, узор также создавался этим швом. Вышивка получила название «шов по прорези» (фр. point coupé). Орнамент вышивки, который составляли геометрические элементы — круги, звёзды, розетки — стал называться «ретичелла». Квадраты, заполненные элементами ретичеллы, обыкновенно перемежались с квадратами цельного полотна или образовывали длинные ряды.
Первым настоящим кружевом, то есть не имевшим полотняной основы, стало кружево «стежок в воздух» (итал. punto in aria). Оно шилось петельным швом. Вышивальщица выкладывала толстую нитку по контурным линиям узора, нанесенным на пергамент с подложенным под него полотном. Нитка прикреплялась наметкой к пергаменту и полотну. Контур заполнялся петельным швом, элементы узора соединялись нитями, обработанными этим же швом. Когда узор был готов, сметочные нити разрезались ножницами между полотном и пергаментом, кружево снималось с пергамента.
Почти одновременно с шитым кружевом появилось кружево, плетеное на особых катушках для нити — коклюшках. Рисунок (сколок) с узором накладывался на специальную подушку. К одному краю подушки крепились нити, намотанные на коклюшки. В пересечения линий узора втыкались булавки, которые кружевница оплетала нитями. Булавки вынимались из готового кружева и переставлялись дальше по рисунку.

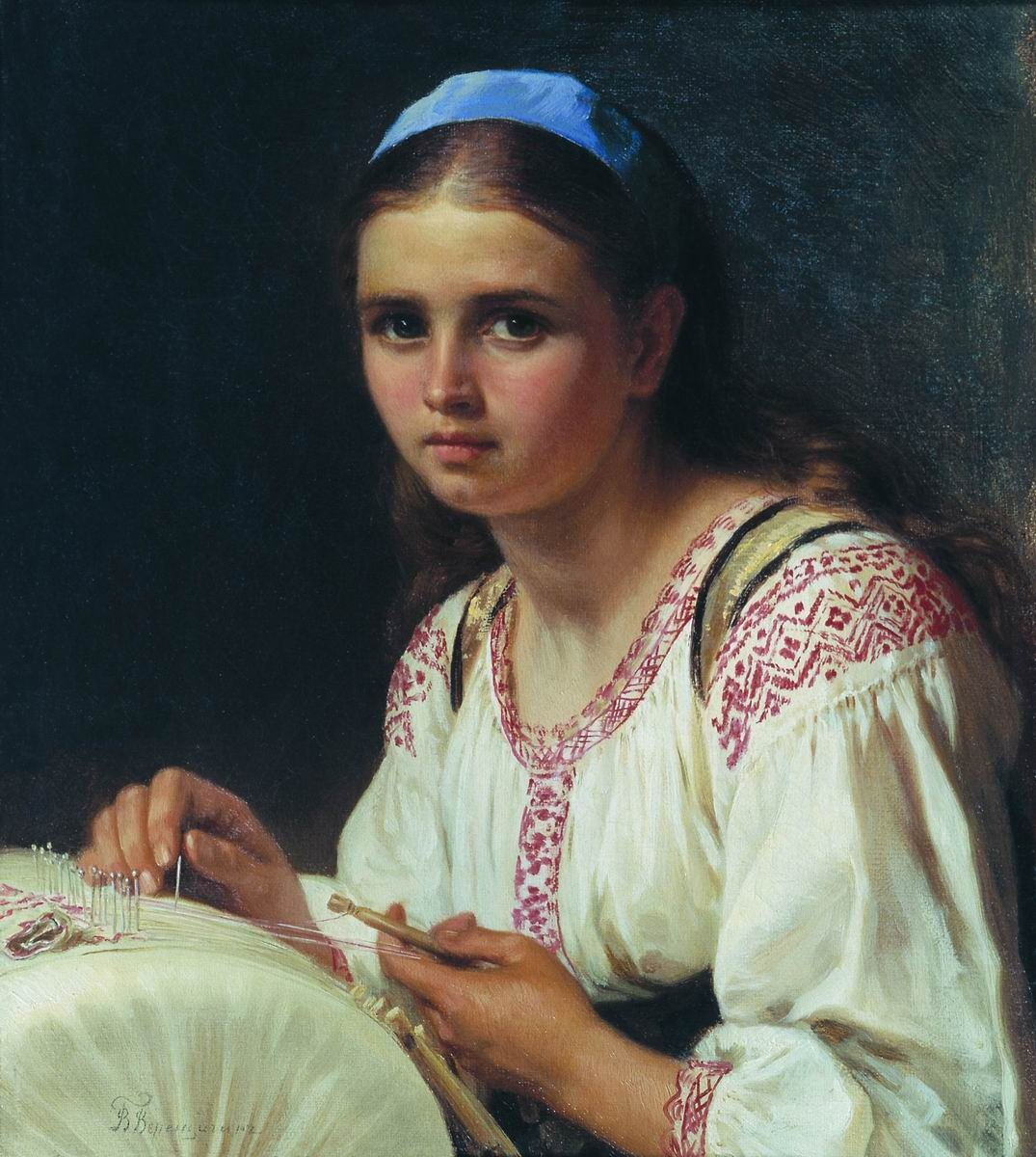
«Кружевница»
(художник Василий Верещагин)

Самые ранние кружева — узкие полоски с простейшим узором из зубцов. Ими отделывались большие воротники, бывшие в то время в моде, края манжет-раструбов, передники, носовые платки. Сами воротники, как правило, вышивались швом по прорези, чтобы они держали форму, их крахмалили. С течением времени орнаменты кружева усложнялись, размеры изделий увеличивались, в композицию узора включались стилизованные фигуры людей и животных. Они компоновались в полосу либо чередовались в шахматном порядке с участками полотна, декорированными вышивкой гладью. На рубеже XVI и XVII веков тематика узоров расширяется — в композиции стали включаться сцены и персонажи, связанные с мифологическими сказаниями и Библией.
Основными центрами выработки кружева для всей Европы в XV—XVI веках были итальянские города, в том числе Венеция, Генуя и Милан. Здесь производилось шитое льняное кружево и плетеное из серебряных и золотых нитей. Кружева шили и плели женщины разных сословий — от простолюдинок до аристократок. В Италии и других западноевропейских странах в XVI веке выпускались сборники рисунков кружев и вышивок швом по прорези.
В XVII—XVIII веках первенство в кружевном производстве захватили Франция и Фландрия — особенно были и остаются известными плетёные кружева из городов Малин и Валансьен. Кружева малин и валансьен представляют собой крупные узоры из цветов и завитков, обработанных по контуру рельефом. В начале XVIII века появилось тюлевое кружево, вырабатываемое в Брюсселе.

## Техники

### Рукодельное кружево
Рукодельное кружево различают по технике исполнения (плетёное, шитое и др.) и по месту производства.

#### Техника исполнения

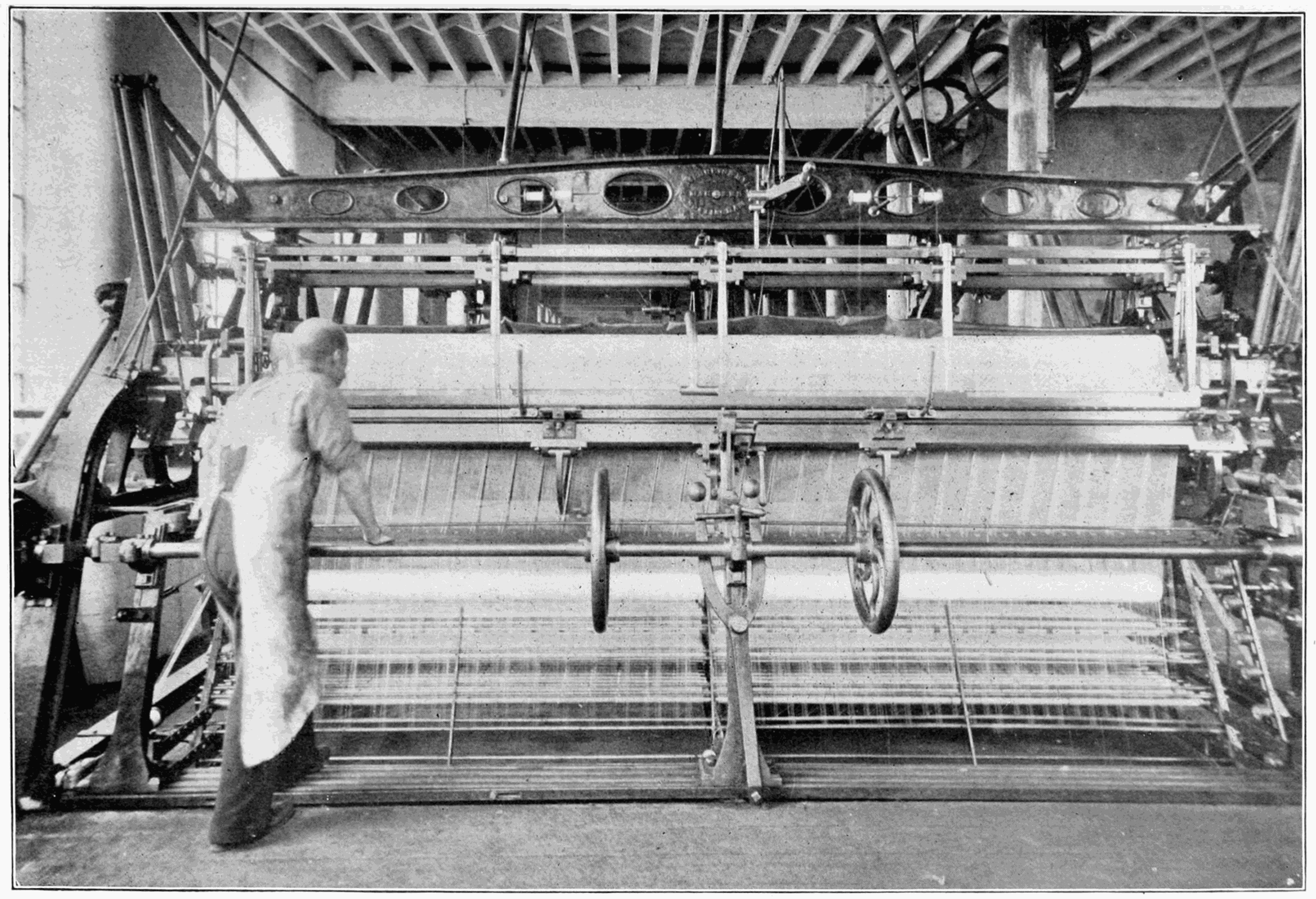
Машина производства кружев Ливерса, 1904 год, Англия

По технике исполнения кружево бывает плетёным, шитым, узелковым или вязаным, а также с наложением одного кружевного рисунка на другой.
Плетёное:
- на коклюшках, подразделяется на:
  - численное — по числу переплетений, узоры геометрические, подготовительного рисунка не требуется;
  - парное — узор (преимущественно геометрический) и фон плетутся одновременно, выполняется по подготовительному рисунку (сколку);
  - сцепное — сначала плетётся узорная тесьма, которая затем соединяется крючком в разные фигуры (преимущественно растительный орнамент), выполняется по сколку[7]

Шитое:
- игольное
- хардангер[англ.]

Узелковое:
- макраме
- фриволите (плетёное челноком)

Вязаное:
- на спицах
- крючком
  - обычное (немецкое)
  - филейное
  - брюггское
  - ирландское[8]
  - гипюр
  - ретичелла
  - на вилке
  - на бумаге и стекле[9]
  - тунисское (афганское, викторианское) вязание длинным крючком

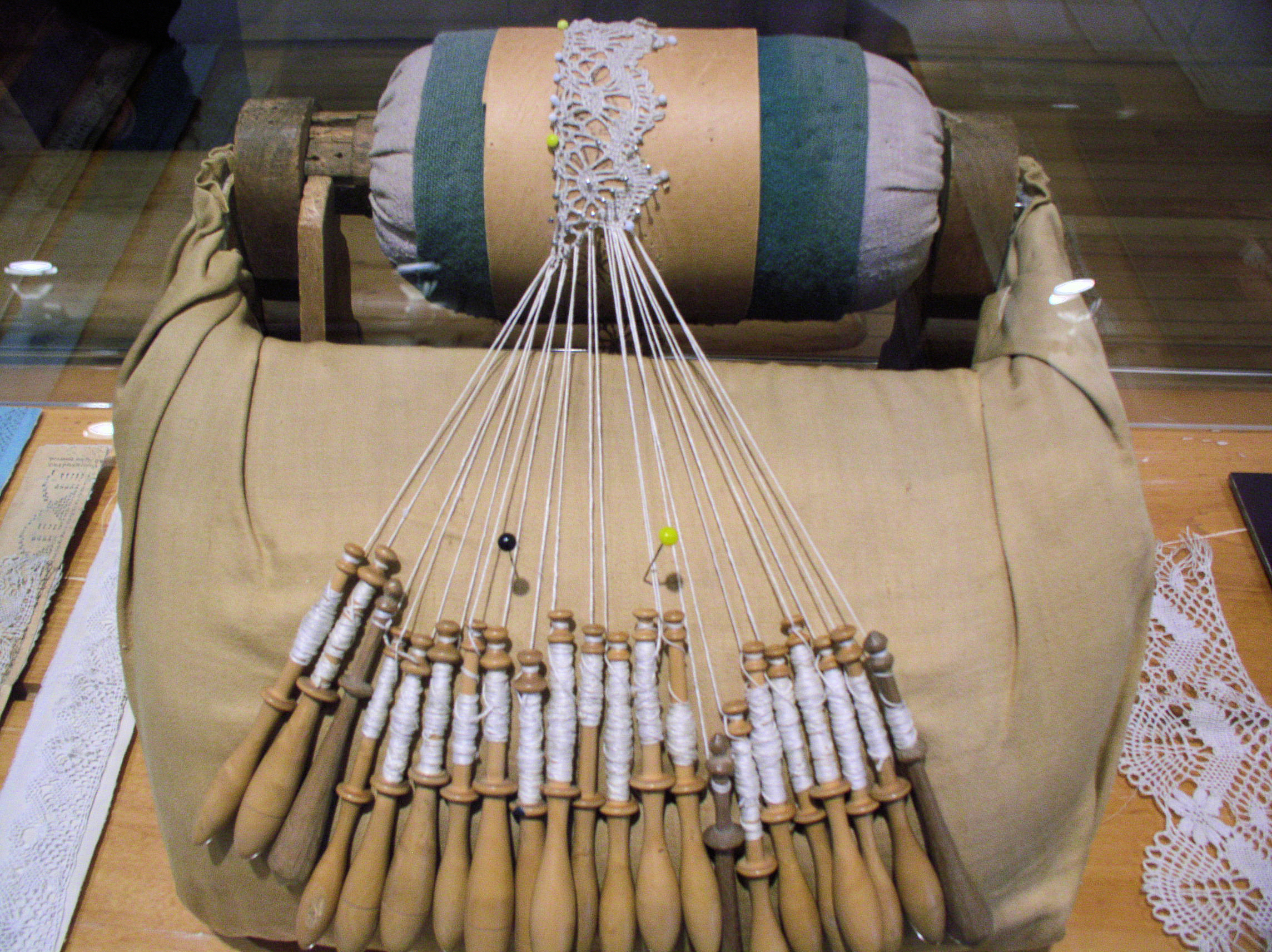
Плетение на коклюшках
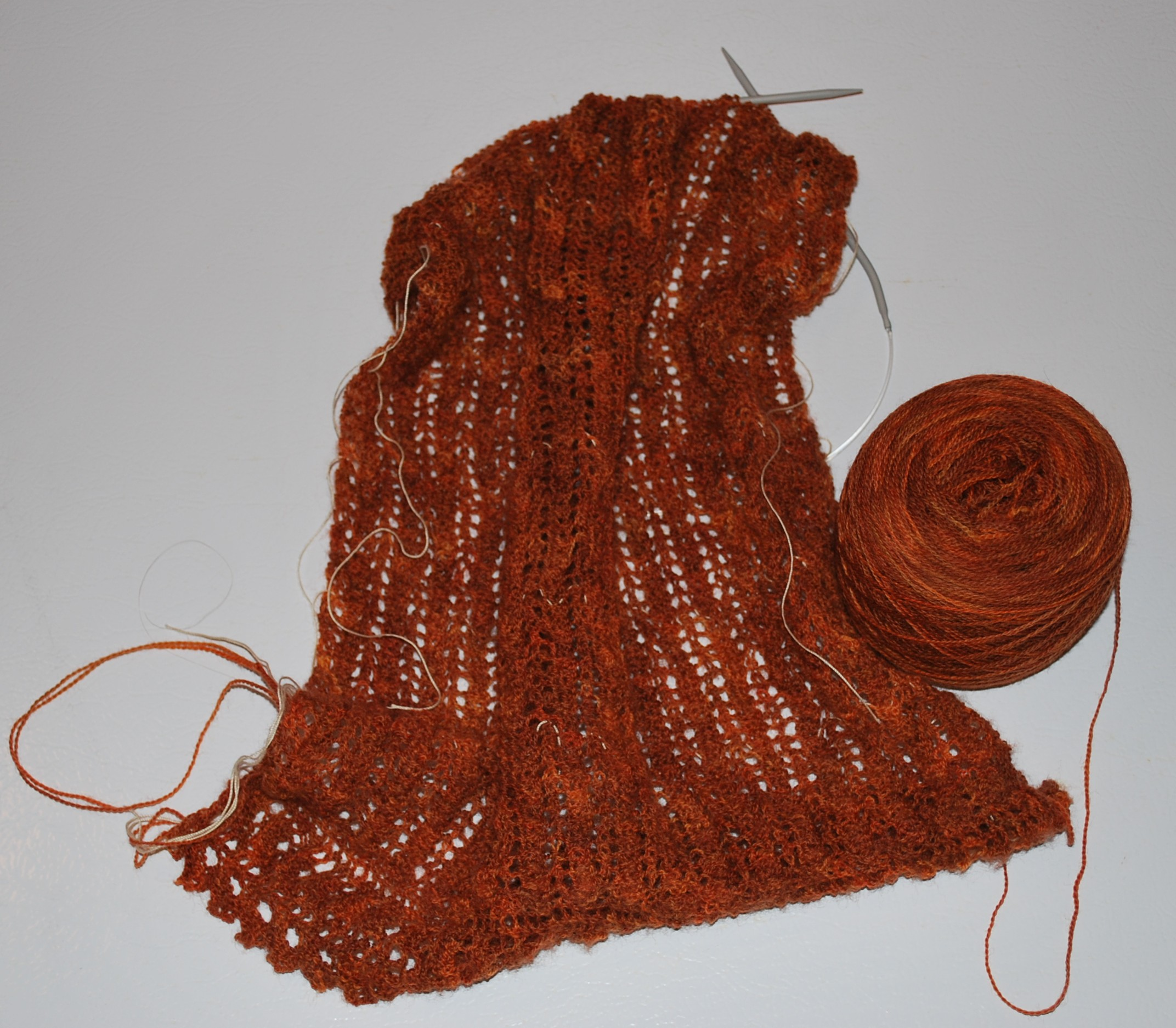
Вязаное кружево
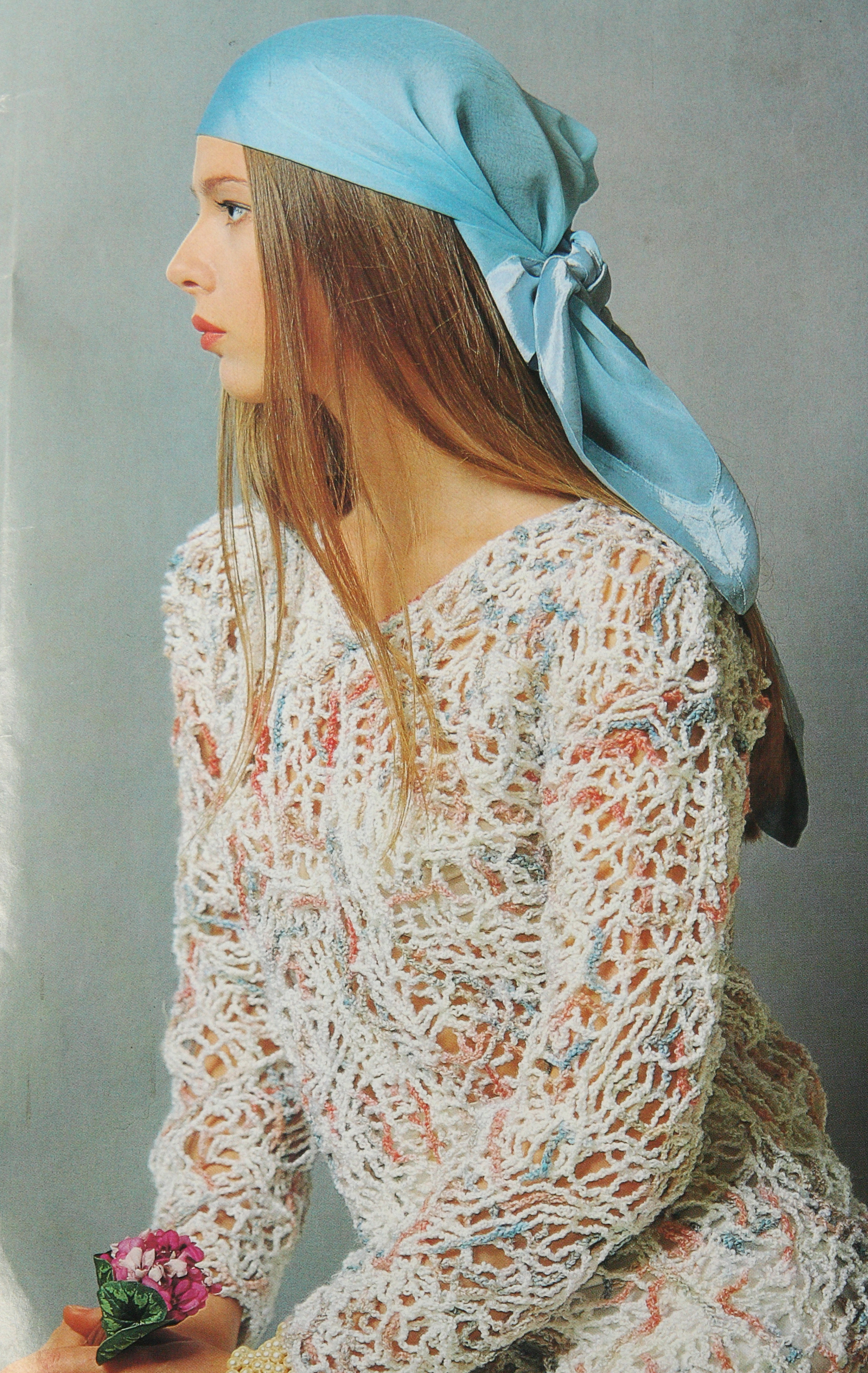
Кружево, выполненное коротким крючком
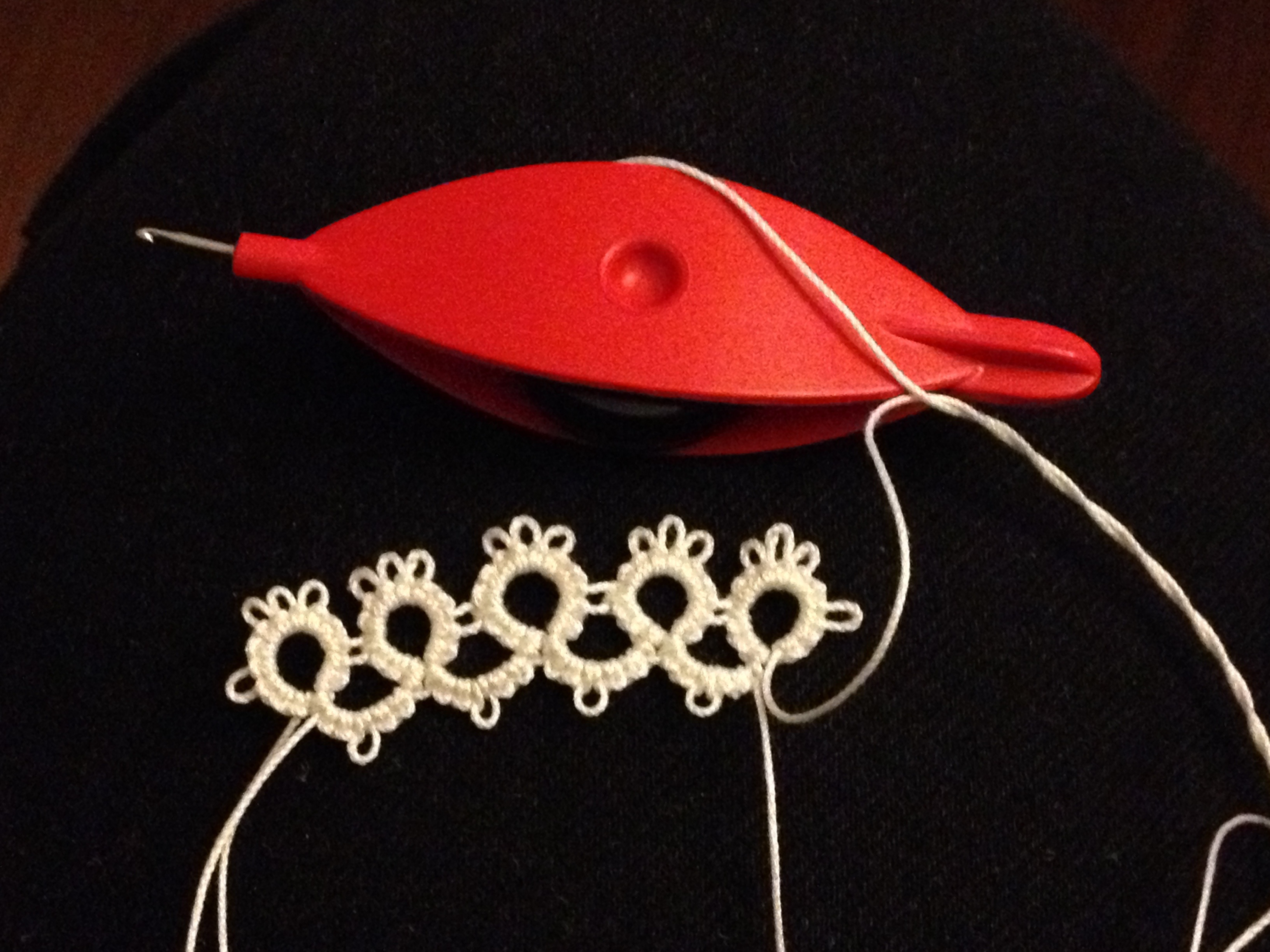
Фриволите

### Машинное производство
Кружево создаётся в том числе и машинным способом.

## Кружево по месту производства
Производство кружев развито в таких странах, как Бельгия, Мальта, Россия, Турция, Франция и Италия.

### Бельгия

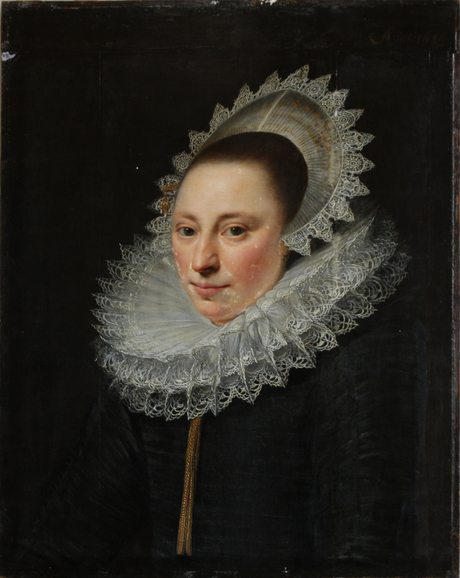
Неизвестный голландский художник, Портрет женщины в воротнике-фризе. Национальная картинная галерея Армении

Во фламандских провинциях Бельгии распространены две основные техники кружевоплетения:
- шитое иголкой кружево производится в Аалсте. Это кружево называют «брюссельским», так как продаётся оно в основном в Брюсселе.
- бобинное кружево (плетётся на бобинах, в России — на коклюшках) производят в Брюгге (так называемое «брюггское кружево»). Производство брюггского кружева обходится слишком дорого, поэтому его больше не делают в коммерческих целях, а вяжут только на заказ.

### Франция
Французский королевский двор и мода, популярная там, повлияли на кружево, которое начали делать во Франции. Оно было тонким и изящным, по сравнению с более тяжелыми игольчатыми или точечными кружевами Венеции. Примерами французского кружева являются алансонское, аржантанское и шантильи. В XVII веке двор короля Франции Людовика XIV был известен своей экстравагантностью, и во время его правления кружево, особенно нежные разновидности аленсонского и аржантанского кружева, было чрезвычайно популярно в качестве придворной одежды. Фронтанж, высокий кружевной головной убор, вошел в моду во Франции в это время. Министр финансов Людовика XIV Жан Батист Кольбер укрепил кружевную промышленность, создав в стране кружевные школы и мастерские.

### Россия
Традиционное русское кружево отличается от фламандского не только внешним видом, но и технологией изготовления. На Руси кружево создавалось на коклюшках тремя различными по технологии способами, а именно: численным, парным и сцепным. Для изготовления кружева необходимо оборудование: коклюшки, на которые наматывается нитка, валик («подушка», «бубен») и подставка. Для плетения сцепного кружева помимо традиционных булавок требуется также крючок. Чаще всего кружево плетётся по заранее отрисованному рисунку — сколку.
В России несколько действующих кружевных центров; самые известные — Вологодский, Елецкий, Вятский (Кировский), Михайловский, Белёвский, Кадомский вениз. Производство кружева сохранено и в бывших промысловых центрах — Балахне и Кириши. Кружева каждой местности отличаются друг от друга стилистикой рисунка и сочетанием элементов — плетешков, насновок, паучков и полотнянок разных видов.

Современные модельеры используют традиции русского кружевоплетения в своих коллекциях.

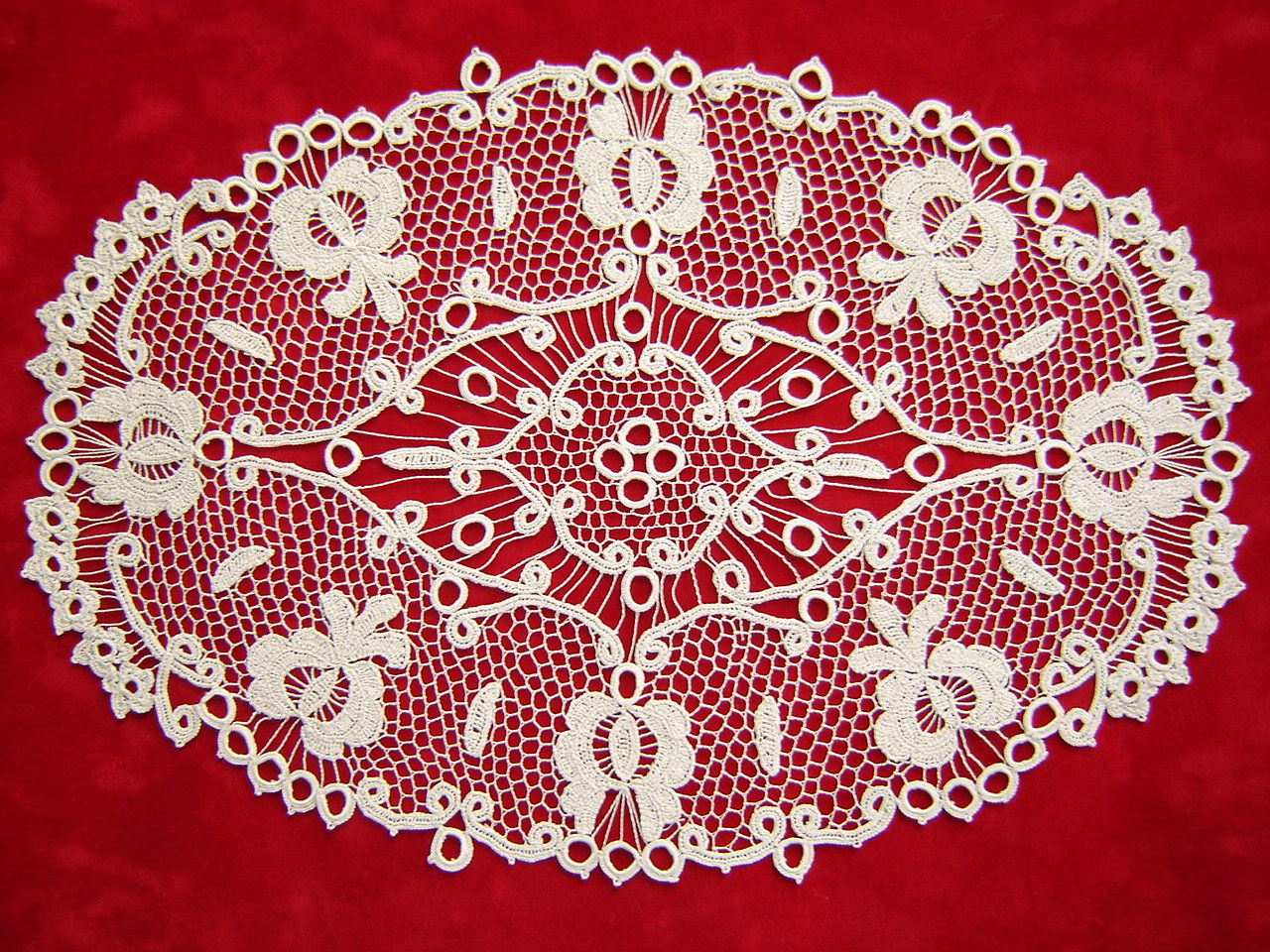
Четнекское кружево
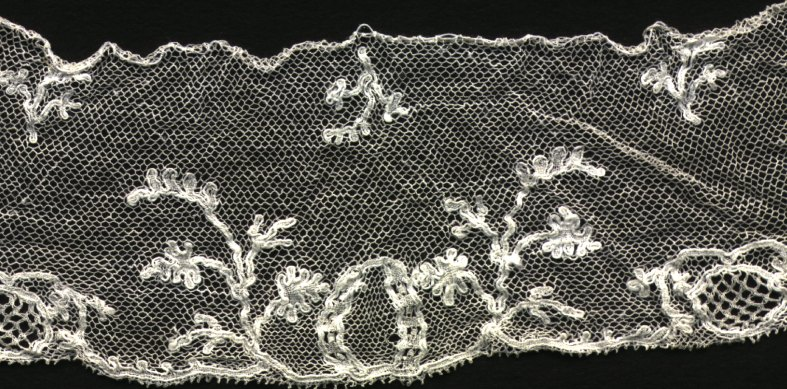
Мехельнское кружево
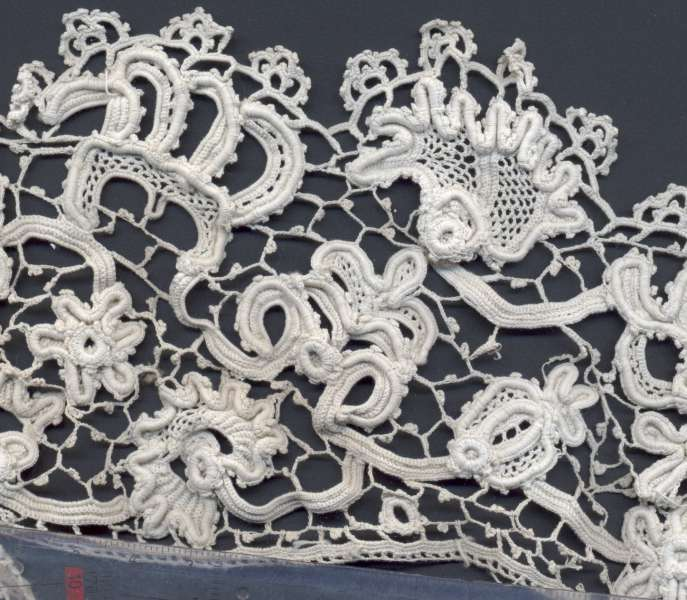
Ирландское кружево
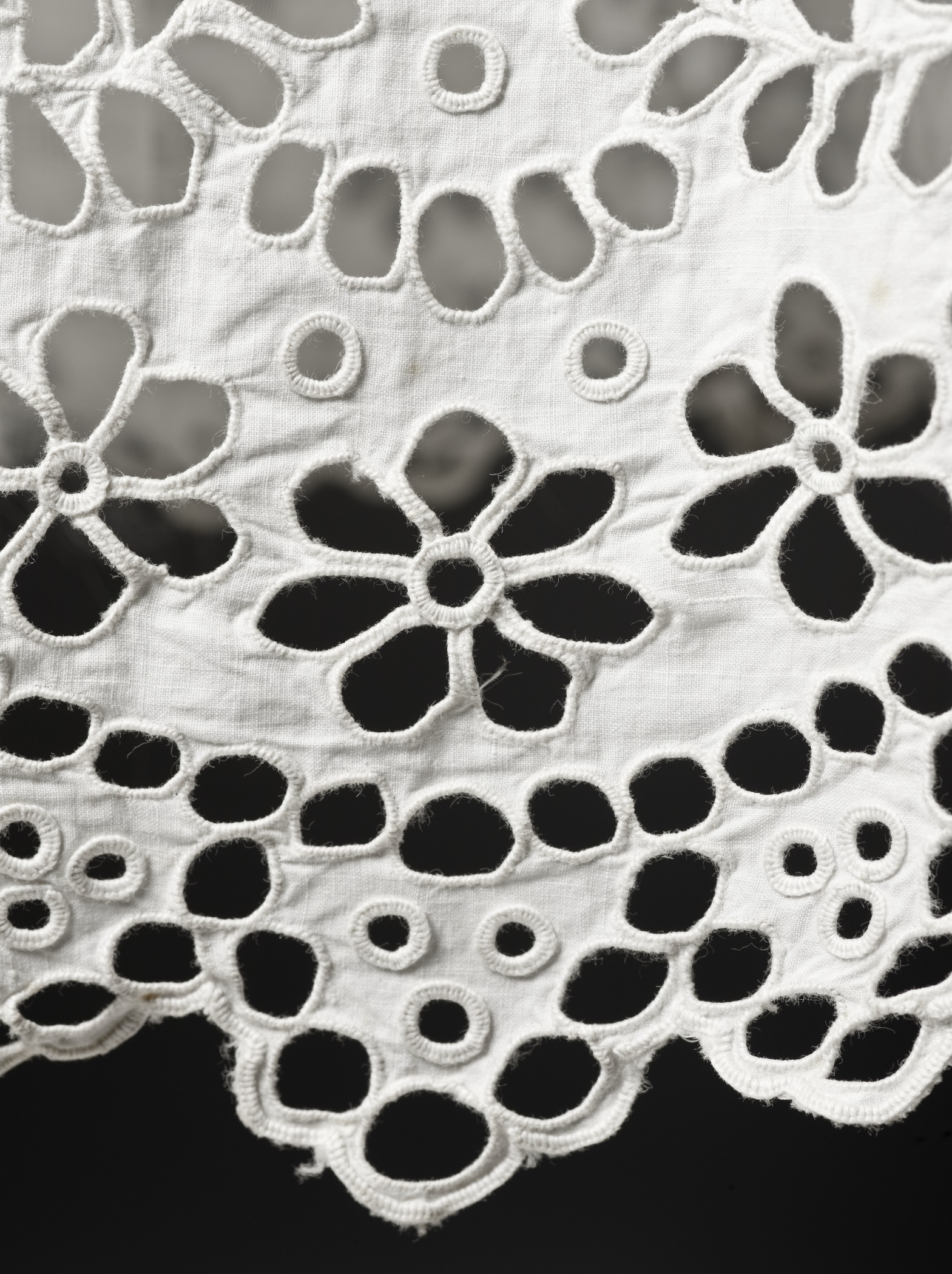
Английское кружево